# روبرت بروبست
روبرت بروبست (بالألمانية: Rupert Probst)‏ هو دراج نمساوي، ولد في 3 يوليو 1981 في Oberndorf bei Salzburg ‏ في النمسا.

## وصلات خارجية
- روبرت بروبست على موقع أرشيف الدراجات (الإنجليزية)
- روبرت بروبست على موقع إحصائيات الدراجات الإحترافية (الإنجليزية)
- روبرت بروبست على موقع نسبة الدراجات (الإنجليزية)
- روبرت بروبست على موقع CycleBase (الإنجليزية)